# Lygodactylus gravis
Lygodactylus gravis este o specie de șopârle din genul Lygodactylus, familia Gekkonidae, descrisă de Pasteur 1965. A fost clasificată de IUCN ca specie vulnerabilă. Conform Catalogue of Life specia Lygodactylus gravis nu are subspecii cunoscute.